# Johann Joachim Carstens
Johann Joachim Carstens (* 4. Februar 1724 in Lübeck; † 4. Juli 1790 ebenda) war ein deutscher Jurist und Ratssekretär der Hansestadt Lübeck.

## Leben
Johann Joachim Carstens war Sohn des Ratssekretärs und späteren Ratsherrn Johann Friedrich Carstens. Er studierte Rechtswissenschaften von 1744 bis 1747 in Jena und 1748 Göttingen, wo er unter Vorsitz von Georg Heinrich Ayrer zum Lizentiat beider Rechte promoviert wurde. In Lübeck wurde er zunächst Archivar der Lübecker Schonenfahrer. Im Jahr 1749 wurde er vom Lübecker Rat zum Registrator und dritten Ratssekretär bestellt. 1765 stieg er zum Protonotar auf und übte dieses Amt bis zu seinem Tode aus. Der Rektor des Katharineums zu Lübeck Friedrich Daniel Behn verfasste ihm die Leichenrede.

## Werke
- Magnum magisterium equestris ordinis aurei velleris Burgundo-Austriacum feminino-masculinum. Göttingen 1748

Digitalisat, Bayerische Staatsbibliothek